# Marmon-Herrington Armoured Car
La South African Reconnaissance Car, meglio conosciuta con la designazione britannica di Marmon-Herrington Armoured Car, era una serie di veicoli corazzati realizzati in Sudafrica per l'Esercito Britannico durante la seconda guerra mondiale.

## Storia
Nel 1938 il governo sudafricano iniziò a sviluppare una propria autoblindo. Non essendo l'industria automobilistica del paese molto sviluppata vennero utilizzate delle componenti importate da altri paesi e in Sud Africa avveniva l'assemblaggio finale. Quale telaio venne scelto quello dell'autocarro CMP da 3 ton della Ford. Questi telai erano prodotti in Canada ed avevano la trazione su un solo assale. Venivano poi trasformati in 4×4 con l'aggiunta di un kit di trasformazione prodotto dalla Marmon-Herrington, da cui il nome del mezzo, negli USA. L'armamento era di produzione britannica, tranne che per le mitragliatrici Browning M1919 di produzione statunitense. Le piastre corazzate dello scafo, dello spessore di 12 mm, erano realizzate in Sudafrica dalla South African Iron & Steel Industrial Corporation. Come detto in loco avveniva, a cura della Dorman Long, l'assemblaggio finale.
La prima versione dell'autoblindo, la Mk. I, entrò in servizio nel 1940. Fu l'unica versione con trazione 4×2 ed era armata con due mitragliatrici Vickers, una montata in una torretta di forma cilindrica. La Mk. I venne impiegata nelle fasi iniziali della campagna del Nordafrica e in seguito venne utilizzata solo per l'addestramento.
La versione successiva, Mk. II, e la seguente Mk. III furono impiegate nella ricognizione sempre in Nord Africa. I primi esemplari della Mk.II comparvero in Egitto nell'aprile del 1941 mentre la Mk. III entrò in servizio nel 1942.
Il veicolo godeva della reputazione di affidabilità ma veniva criticata per lo scarso armamento di cui disponeva. Sia la Mk. II che la Mk. III erano dotate di un fucile anticarro Boys e di una mitragliatrice Bren coassiale a questo. Inoltre, per la difesa contraerea, il veicolo disponeva di una o due Bren. Questa dotazione era però considerata dagli equipaggi insufficiente e in alcune unità venne modificata con l'aggiunta di armi di preda bellica quali la mitragliera italiana Breda 20/65 Mod. 1935, il cannone da 47 mm, il cannone anticarro 3,7 cm PaK 36 o il 2,8 cm sPzB 41.  Altre armamenti utilizzati furono il cannone anticarro francese Hotchkiss da 25 mm, il 2 Pounder (40 mm) o l'Oerlikon da 20 mm di produzione britannica. Per creare lo spazio nel quale montare queste armi venne spesso rimossa la torretta e per la protezione l'equipaggio utilizzava gli scudi, se presenti, delle armi stesse.
Altri veicoli vennero modificati per fungere da posti di osservazione mobili per l'artiglieria, veicoli comando o recupero, ambulanze e, per la Royal Air Force, da veicoli da collegamento.
Nel marzo del 1943 entrò in produzione l'ultima versione prodotta dell'autoblindo la Mk. IV/IVF. La Mk. IV era una Marmon-Herrington completamente riprogettata e che montava, quale armamento standard, il cannone da 2 Pounder (40 mm). Erano allo studio anche successivi sviluppi di questo mezzo ma con la fine della campagna nordafricana venne velocemente ritirata dal servizio e sostituita con modelli più recenti.
In totale furono 5.746 le Marmon-Herrington prodotte e si dimostrarono davvero utili per i primi anni della guerra. Di queste circa 4.500 furono usate dalle unità sudafricane mentre le restanti vennero impiegate da quelle britanniche, greche, francesi, neozelandesi, polacche e indiane.
Dopo la fine della seconda guerra mondiale pochi esemplari furono forniti all'esercito giordano che li impiegò durante il conflitto del 1948 nelle unità della Legione araba. La Mk. IVF rimase in servizio nella guardia nazionale di Cipro e venne impiegata durante gli scontri che portarono alla divisione del paese. Alcune furono utilizzate dall'esercito greco fino agli anni novanta dislocate sulle isole dell'Egeo integrate in battaglioni di fanteria meccanizzata di speciale composizione. Vennero poi sostituite, dopo circa sessanta anni dalla loro costruzione, dall'entrata in servizio del nuovo veicolo corazzato VBL.

## Versioni
- Mk. I (1940): Versione a due ruote motrici armata con due mitragliatrici Vickers da 7,7 mm delle quali una in una torretta tronco-conica e l'altra nella parte posteriore dello scafo. Realizzata in 113 esemplari.
- Mk. II (1941): Versione con telaio allungato e trazione integrale. I primi 447 veicoli mantennero l'armamento della Mk. I mentre sui successivi 400 esemplari, su richiesta del War Office, furono montati un fucile anticarro Boys da 13,97 mm e una mitragliatrice Bren. Su questi esemplari l'armamento era montato su una piastra verticale e pertanto la torretta venne modificata perdendo la sua forma tronco-conica. L'equipaggio divenne di quattro uomini che accedevano all'interno del veicolo attraverso dei portelli laterali o per mezzo della porta posteriore a due battenti. Il cofano era incernierato posteriormente e dotato di protezioni paraschegge. Il raffreddamento del motore era facilitato da due portelli ricavati in corrispondenza del radiatore. La Mk.II era dotata, anche se raramente veniva trasportato, di un supporto per un'ulteriore mitragliatrice Bren o Vickers per la difesa contraerea. La corazzatura dei primi veicoli era imbullonata mentre in seguito le piastre corazzate venivano saldate. Costruita in 887 esemplari.
- Mk. III (1941): Versione simile alle ultime Mk. II prodotte ma con lo scafo più profilato. La torretta, il cui armamento non era stato rivisto rispetto alla versione precedente, aveva ora una forma ottagonale. L'interasse era stato leggermente accorciato e le sospensioni rinforzate. Gli ultimi esemplari di produzione avevano una porta di accesso posteriore singola. I fari erano senza alcuna copertura. Prodotta, comprese le Mk.IIIA, in 2.630 esemplari.
  - Mk. III A: Versione con torretta sostituita da un anello sul quale venivano montate due mitragliatrici Vickers K da 7,7 mm protette da uno scudo corazzato. Il radiatore venne coperto con una piastra corazzata in un solo pezzo.
- Mk. IV (1943): Versione completamente riprogettata. Il motore era stato spostato nella parte posteriore del mezzo e la trasmissione era ora all'interno dello scafo corazzato. L'armamento era costituito da un cannone da 2 Pounder (40 mm) e, sugli ultimi esemplari prodotti, da una mitragliatrice coassiale Browning da 7,62 mm montati in una torretta, dalla forma allungata, a due posti. Sui lati della torretta erano montati degli sparginebbia mentre sul cielo era presente un supporto per una seconda mitragliatrice Browning per la difesa contraerea. Il veicolo era dotato di canali antisabbia. Furono 2.116 le Mk.IV prodotte.
  - Mk. IVF (1943): Versione realizzata, per difficoltà di reperire il sistema della Marmon-Herrington, su telaio Ford F60L a trazione integrale sempre prodotto in Canada. Per tutto il resto simile alla Mk. IV.
- Mk. V (1942). Versione ad otto ruote dotata del cannone da 6 Pounder (57 mm). Un solo prototipo realizzato.
- Mk. VI (1943): Versione a otto ruote ispirata alle autoblindo pesanti ad otto ruote tedesche. Vennero prodotti due prototipi uno armato con il 2 Pounder (40 mm) ed uno con il 6 Pounder (57 mm) montati in una torretta a cielo aperto a tre posti e ad azionamento elettrico. La corazzatura, a piastre inclinate, variava tra i 10 e i 30 mm. Come armamento secondario venivano montate due o tre mitragliatrici.
- Mk. VII: versione simile alla MK. III A.
- Mk. VIII: Simile alla Mk. III ma armata con il 2 Pounder (40 mm) montato in un'ampia torretta.